# Moreaua evandrae
Moreaua evandrae är en svampart som först beskrevs av Websdane & Vánky, och fick sitt nu gällande namn av Vánky 2000. Moreaua evandrae ingår i släktet Moreaua och familjen Anthracoideaceae.   Inga underarter finns listade i Catalogue of Life.